# LINE PLAY
『LINE PLAY』は、LINEより提供されていたソーシャルゲーム。内容はアバターシミュレーションゲーム。
ユーザーは自らの好みに合わせたアバター（人間、少年、少女、動物など）を作成し、仮想空間内の「ドールハウス」を自由に装飾・カスタマイズすることで、交流や各種アクティビティを楽しむことができた。本作は、LINEという巨大なコミュニケーションエコシステムと連動し、多くのユーザーに支持された。
2024年5月20日をもってサービスを終了した。

## 概要
LINE PLAYは、スマートフォン向けに提供された無料のソーシャルゲームであり、ユーザーはアバターを通じて仮想の住居を持ち、友人同士で交流することが可能であった。シンプルなSNS連携によって、LINEユーザー同士が容易に繋がることができ、家の装飾、ペットの育成、家具やアクセサリーの収集など、多彩なカスタマイズ要素が魅力となった。

## ゲームシステム

### アバター作成とドールハウスの構築
アバター作成
ゲーム開始時に、ユーザーは提供される複数のキャラクタータイプ（人間、少年、少女、動物など）から選択し、自身の分身となるアバターを作成する。顔のパーツ、髪型、服装などのカスタマイズオプションが豊富に用意され、個性を反映させることが可能であった。
ドールハウスの装飾
作成したアバター専用の仮想空間（ドールハウス）に、家具、照明、壁紙、フロア、アクセサリーなどのアイテムを配置して自分好みの住まいを作り上げる。

### アクティビティと交流機能
日常アクション
アバターは、一定時間ごとに「座る」「入浴する」「睡眠する」「食事する」などのアクションを自動で行う。
友人訪問とお手伝い
他ユーザーの家を訪問して掃除やアイテムの補充などの「お手伝い」を行うことで、相互にジェムを獲得できる。
イベント・パーティー定期的に開催されるイベントでは、特別なアイテムや装飾、アバター用のコスチュームが入手可能であった。
|  |  | この項目は、まだ閲覧者の調べものの参照としては役立たない、コンピュータゲームに関連した書きかけの項目です。この項目を加筆・訂正などしてくださる協力者を求めています（P:コンピュータゲーム/PJ:コンピュータゲーム）。 |